# Румянцев, Николай Викторович
Николай Викторович Румянцев (род. 1954, Ленинград, СССР) — советский и российский деятель органов внутренних дел и органов исполнения уголовных наказаний. Начальник Санкт-Петербургского суворовского военного училища МВД России с 2002 по 2005. Начальник Московского университета МВД России с 2005 по ноябрь 2014. Генерал-лейтенант полиции (2011). Доктор юридических наук.

## Биография
Родился в 1954 в Ленинграде.
Имеет три высших образования: окончил экономический вуз, политологический институт, Высшие курсы МВД СССР.
Службу в органах внутренних дел начал по окончании службы в Советской армии в 1974 году с должности постового милиционера УВД Кировского райисполкома Ленинграда.
- С 1998 по 2002 — заместитель по кадровой и воспитательной работе начальника Главного управление МВД России по городу Санкт-Петербургу и Ленинградской области.

В течение 1998—2002 гг. свыше 20 раз выезжал в служебные командировки в зоны вооружённых конфликтов со сводными отрядами территориальных управлений и ОМОН при ГУВД Санкт-Петербурга и Ленинградской области, направленных для обеспечения конституционного правопорядка в Северо-Кавказском регионе. Неоднократно, с риском для жизни, принимал участие в боевых операциях по освобождению территории Чеченской Республики от незаконных вооружённых формирований, проявляя высокий профессионализм и организаторские способности.
- С 2002 по 2005 — начальник вновь созданного Санкт-Петербургского суворовского военного училища МВД России.
- С 2005 по ноябрь 2014 — начальник Московского университета МВД России. С ноября 2014 в отставке[1].

Указом Президента Российской Федерации от 19 апреля 2011 присвоено специальное звание «генерал-лейтенант полиции».
- С 2016 по 2017 — ведущий научный сотрудник Научно-исследовательского института ФСИН России.
- С 2017 — заместитель начальника института, Главный научный сотрудник Научно-исследовательского института ФСИН России, профессор кафедры административного права, доцент. Сфера научных интересов: уголовное, уголовно-процессуальное, уголовно-исполнительное право, правоохранительная деятельность, оперативно-розыскная деятельность, юридическая техника, законотворчество.

## Награды
Государственные
- Орден Почёта

Ведомственные
- Медаль «За безупречную службу» I, II, III степеней
- Медаль «За боевое содружество»
- Нагрудный знак «Отличник милиции»
- Нагрудный знак «Почётный сотрудник МВД»
- Нагрудный знак «Участник боевых действий»
- Именное оружие — пистолет Макарова
- Награждён почётными грамотами МВД России, губернатора Санкт-Петербурга, ГУВД Санкт-Петербурга и Ленинградской области. Имеет свыше 150 различных поощрений.